# Лемма Дена
Ле́мма Де́на — ключевое утверждение трёхмерной топологии.

## Формулировка
Пусть {\displaystyle f} — кусочно-линейное отображение диска в 3-мерное многообразие. Предположим, что образ границы вложен и не пересекает образ внутренности диска. Тогда существует кусочно-линейное вложение диска, совпадающее с исходным на граничной окружности.

## История
Доказательство было опубликовано Деном. Существенные пробелы в его доказательстве обнаружил Кнесер. Полное доказательство было получено Папакирьякопулосом.
Папакирьякопулос доказал лемму Дена с помощью построения башни накрытий. Вскоре после этого Шапиро и Уайтхед дали более простое доказательство и при этом обобщили результат. Их доказательство использует башни двойных накрытий.

## Следствия
- Если группа узла равна {\displaystyle \mathbb {Z} }, то узел является тривиальным.

## Вариации и обобщения
- Теорема о петле
- Теорема о сфере (трёхмерная топология)